# Đớp ruồi lưng đá
Ficedula hodgsonii là một loài chim trong họ Muscicapidae.